# 亞述 (羅馬行省)

亞述行省在羅馬帝國的位置

亞述行省（拉丁語：Assyria）是羅馬帝國的一個行省，該行省存在時間僅僅為兩年。
116年，羅馬皇帝圖拉真在羅馬-安息戰爭中獲勝，在奪取的安息領土上先後設立了亞述、美索不達米亞、亞美尼亞三個行省。其中，亞述行省的大部份轄境位於今日伊拉克境內。然而羅馬帝國未能保持其在這些地區的勢力，同年，亞述和美索不達米亞兩個行省便發生叛亂，鎮守該地區的羅馬將領在鎮壓叛亂中被殺。
圖拉真死後，其子哈德良認為羅馬帝國的勢力無法保有東方的領土，便在118年將這三個行省裁撤。不久，仍為安息帝國所據。